# Babor (Argelia)
Babor o Ababor es el nombre de una comuna de Argelia en Cabilia,
Cuenta con una importante actividad pesquera e industrial que incluye una de las cinco refinerías de petróleo del país que gestiona la empresa pública Sonatrach. 